# Casey Dawson

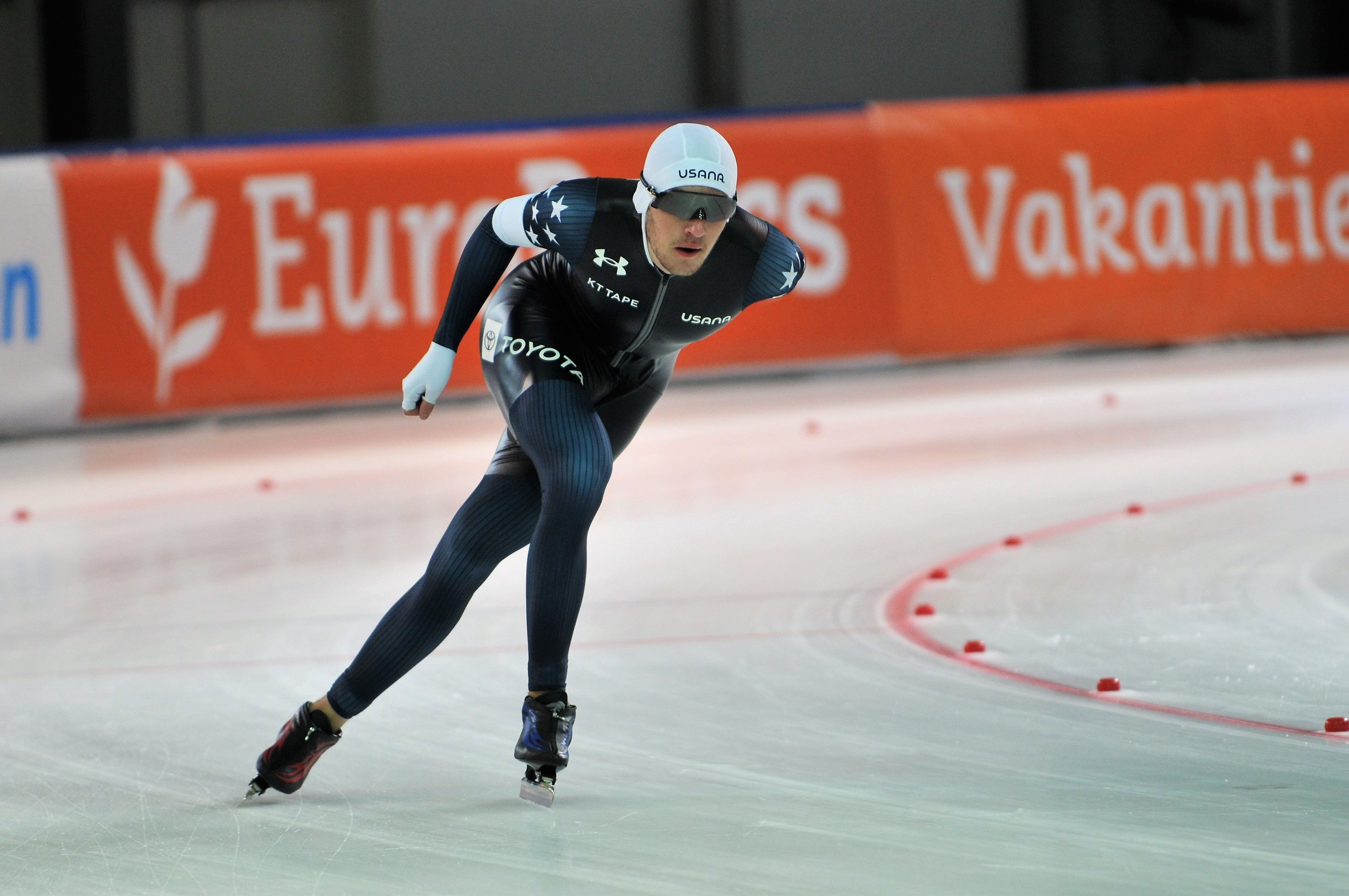
Casey Dawson im Jahr 2022

Casey Dawson (* 2. August 2000 in Park City) ist ein US-amerikanischer Eisschnellläufer.

## Werdegang
Dawson startete international erstmals bei den Juniorenweltmeisterschaften 2018 in Salt Lake City. Dort waren seine besten Platzierungen der zehnte Platz im Mehrkampf und der fünfte Rang im Teamsprint. Im selben Jahr wurde er US-amerikanischer Juniorenmeister im Mehrkampf. Sein Debüt im Eisschnelllauf-Weltcup hatte er im Dezember 2018 in Heerenveen, welches er auf dem 33. Platz über 1500 m und auf dem 28. Rang über 1000 m beendete. Sein bestes Resultat bei den Juniorenweltmeisterschaften 2019 in Baselga di Piné war der 13. Platz im Mehrkampf. In der Saison 2019/20 wurde er US-amerikanischer Juniorenmeister im Mehrkampf und im Massenstart und holte bei den Juniorenweltmeisterschaften 2020 in Tomaszów Mazowiecki die Bronzemedaille über 5000 m. Im folgenden Jahr siegte er bei den US-amerikanischen Meisterschaften über 10.000 m, sowie in der Teamverfolgung. In der Saison 2021/22 holte er in Salt Lake City und in Calgary in der Teamverfolgung seine ersten Weltcupsiege und gewann beim Saisonhöhepunkt, den Olympischen Winterspielen 2022 in Peking, die Bronzemedaille in der Teamverfolgung. Zudem belegte er dort den 28. Platz über 1500 m.

## Weltcupsiege im Team
| Nr. | Datum             | Ort                 | Disziplin        |
| --- | ----------------- | ------------------- | ---------------- |
| 1.  | 5. Dezember 2021  | Salt Lake City      | Teamverfolgung 1 |
| 2.  | 12. Dezember 2021 | Calgary             | Teamverfolgung 2 |
| 3.  | 11. November 2022 | Stavanger           | Teamverfolgung 2 |
| 4.  | 9. Dezember 2022  | Calgary             | Teamverfolgung 2 |
| 5.  | 9. Dezember 2023  | Tomaszów Mazowiecki | Teamverfolgung 2 |
| 6.  | 27. Januar 2024   | Salt Lake City      | Teamverfolgung 2 |
| 7.  | 2. Februar 2025   | Milwaukee           | Teamverfolgung 2 |
| 8.  | 2. März 2025      | Heerenveen          | Teamverfolgung 2 |

## Persönliche Bestzeiten
| Distanz  | Zeit         | Datum            | Ort            |
| -------- | ------------ | ---------------- | -------------- |
| 500 m    | 37,01 s      | 5. März 2022     | Hamar          |
| 1000 m   | 1:09,75 min  | 17. Oktober 2020 | Salt Lake City |
| 1500 m   | 1:43,49 min  | 4. Dezember 2021 | Salt Lake City |
| 5000 m   | 6:07,93 min  | 1. Februar 2025  | Milwaukee      |
| 10.000 m | 12:45,43 min | 25. Januar 2025  | Calgary        |